# IAFIS
Integrated Automated Fingerprint Identification System (IAFIS) är en amerikansk nationell databas över fingeravtryck och belastningsregister som hanteras av den federala polisen FBI i USA.
IAFIS ger möjlighet för automatisk sökning, lagring av fingeravtryck och bilder och är världens största biometriska databas, innehållande fingeravtryck och belastningsregister för mer än 47 miljoner människor.
Fingeravtrycken lämnas av lokala, delstatliga och federala polismyndigheter till FBI och kommer till exempel från arresteringar, jobbansökningar eller ansökan om vapenlicens och kategoriseras sedan av FBI tillsammans med brottsregister på personen.
Polismyndigheter har möjlighet att göra sökningar i IAFIS för att identifiera fingeravtryck som hittats i samband med till exempel brottsutredningar. Det finns även möjlighet för privata intressen att göra sökningar mot en betalning.[källa behövs]
FBI har offentliggjort planer på att ersätta IAFIS med Next Generation Identification system.

## Populärkultur
I TV-serier som till exempel CSI: Crime Scene Investigation använder sig alltid utredarna av IAFIS för att försöka få träff på fingeravtryck som hittas vid en brottsplats eller på bevisföremål.